# 8146 Jimbell
8146 Jimbell este un asteroid din centura principală de asteroizi.

## Descriere
8146 Jimbell este un asteroid din centura principală de asteroizi. A fost descoperit pe 28 noiembrie 1983 la Stația Anderson Mesa de Edward L. G. Bowell. El prezintă o orbită caracterizată de o semiaxă mare de 2,81 ua, o excentricitate de 0,22 și o înclinație de 11,3° în raport cu ecliptica.